# قوش‌بلاغ (شهرستان داقوز دارا)
قوش‌بلاغ (به لاتین: Kosh-Bulak) یک منطقهٔ مسکونی در قرقیزستان است که در شهرستان داقوز دارا واقع شده‌است. قوش‌بلاغ ۴۹۱ نفر جمعیت دارد.